# Monasterio de San Antón (Castrojeriz)
El monasterio de San Antón estaba dedicado a San Antonio Abad.
Las ruinas de este cenobio están situadas en el despoblado de San Antón, que formaba parte del municipio de Castrojeriz, al norte de España, en Burgos, en Castilla y León.

## Localización
El monasterio se sitúa a dos kilómetros al este de Castrojeriz, en el límite septentrional de la localidad de Villaquirán de la Puebla, distante a menos de un kilómetro. Está a treinta y cuatro kilómetros de Burgos.

## El monasterio

### Historia

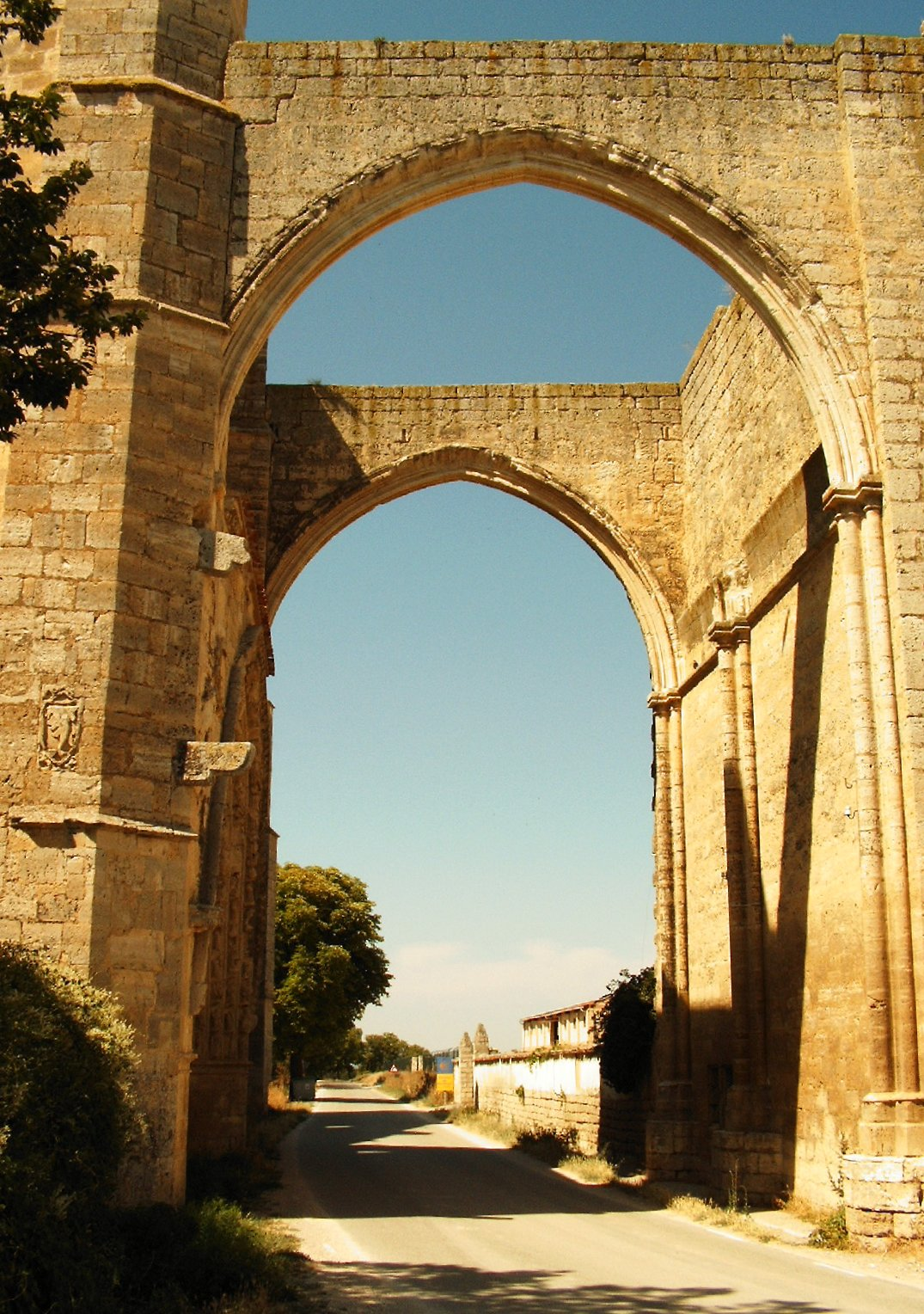
Arco en las ruinas del convento

A las afueras de Castrojeriz, sobre lo que fue anteriormente el palacio y la huerta del rey Pedro I de Castilla, se hallan las ruinas del antiguo monasterio de San Antón, regido por los antonianos, que se dedicaban a cuidar de los enfermos que llegaban haciendo el Camino de Santiago, sobre todo de los que presentaban la enfermedad llamada del fuego de San Antón, fuego sagrado, fuego de enfermo. En la actualidad solo queda en pie el arco que formaba un túnel, por donde entraban y salían los peregrinos.
Este monasterio estuvo bajo la protección real, por eso hay escudos reales en la portada de la iglesia y en las claves de las bóvedas. Lo fundó Alfonso VII en el siglo XII (año 1146), y fue conocido como real xenodoquio de San Antonio Abad. Las ruinas actuales son del siglo XIV. El hospital tuvo mucha importancia, pues fue la sede de la Encomienda General de la Orden de San Antonio en los distintos reinos de la Corona de Castilla y Portugal, con más de veinte encomiendas dependientes (casas-monasterios-hospitales). Eran famosas las ceremonias que hacían los monjes antonianos para bendecir diversos objetos, a las que acudían muchos fieles. Bendecían:
- La cruz llamada Tau o Thau. Fue usada por el fundador de la orden en memoria de la liberación de los primogénitos de los hebreos, los cuales tenían sus puertas marcadas con este símbolo. Esta Tau libraba de pestilencias a todo el que la llevaba.
- El pan de San Antonio, que se daba a todos los peregrinos y era elaborado contra enfermedades y peligros de mar y tierra. Antes de cocer se signaba con la Tau y se bendecía en la fiesta de San Antonio.
- El vino santo, remedio del fuego. Se daban casos de curación de los lacerados por su contacto y aspersión.
- Campanillas del Santo y otros objetos.

## La Peregrinación a Compostela
Sobre el Camino francés de la Peregrinación a Santiago de Compostela, se llega desde Hontanas; la siguiente parada está en Castrojeriz.